# Čínské pyramidy

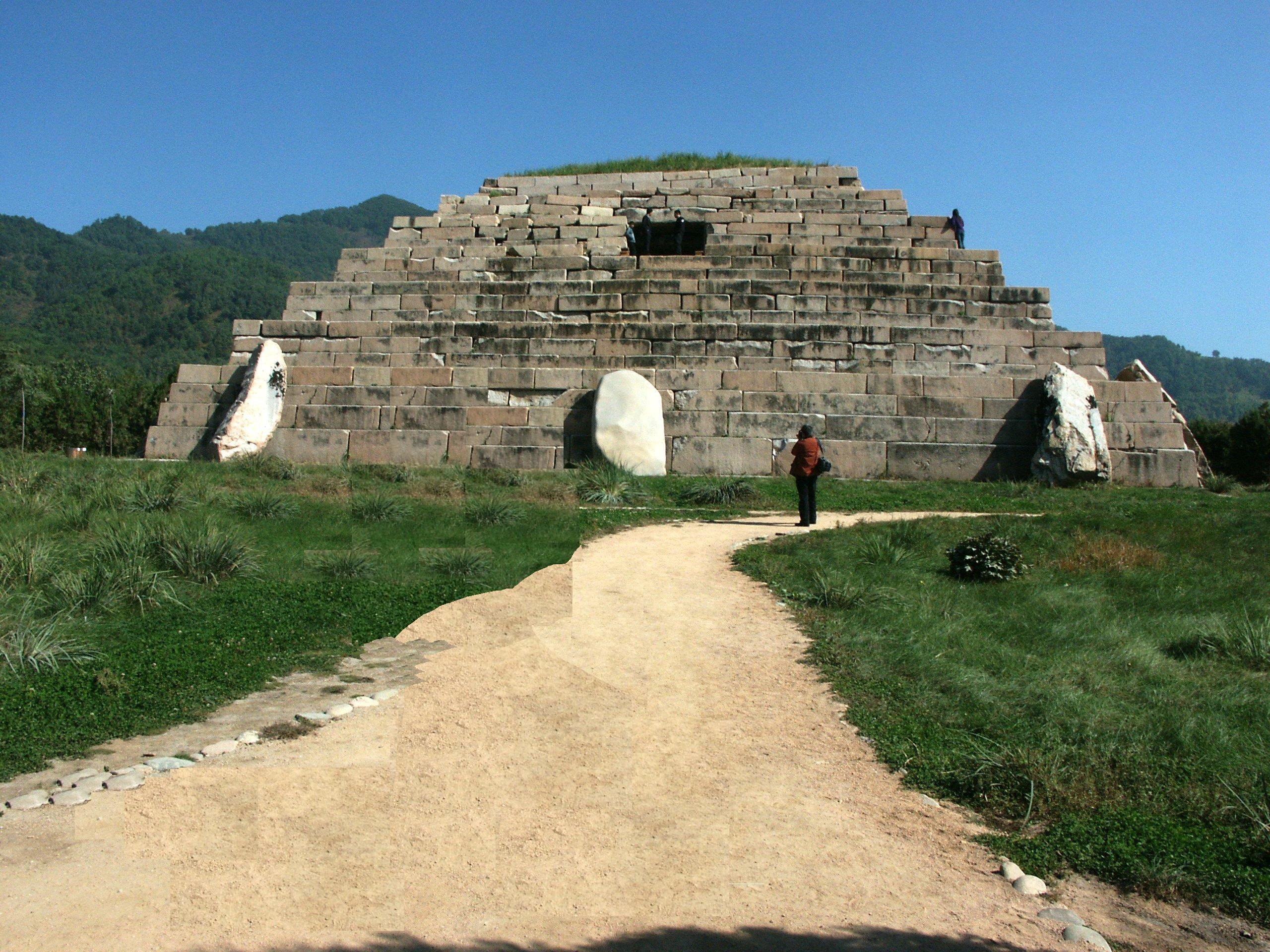
Generálova hrobka

Čínské pyramidy jsou starověká mauzolea, ve kterých se zřejmě nacházejí ostatky některých z nejstarších čínských císařů a jejich příbuzných. Je jich několik desítek a většinou se nacházejí v okruhu asi 100 km od města Si-an. Svým plochým vrcholem jsou podobnější mezoamerickým pyramidám než egyptským. Nejstarší pyramidy jsou z doby 200 let př. n. l., nejmladší z období kolem roku 1200. Velikost základny mají větší než egyptské. Pravděpodobně byly orientovány v severojižním směru tak, aby kopírovaly magnetické pole Země, tedy jeho aktuální směr v době výstavby. K jeho určení sloužil už tehdy kompas. Nejznámější je Mauzoleum prvního císaře dynastie Čchin s tzv. terakotovou armádou, rozsáhlým souborem terakotových figurín.